# Дирекция за национален строителен контрол
Дирекцията за национален строителен контрол (съкратено ДНСК) е учреждение на изпълнителната власт в България, второстепенен разпоредител с бюджетни кредити към Министерството на регионалното развитие и благоустройството (МРРБ).
Тя е юридическо лице със седалище гр. София, бул. „Христо Ботев“ № 47.

## Функции
Упражнява контрол по спазването на Закона за устройство на територията (ЗУТ) и на нормативните актове по прилагането му при проектирането и строителството, в т.ч. влагането на качествени строителни материали и изделия с оглед осигуряването на сигурността, безопасността, достъпността и другите нормативни изисквания към всички строежи на територията на Република България.
Действащата нормативна база в областта на устройството на територията регламентира задачите и функциите на ДНСК, като основен държавен орган на изпълнителната власт, който следи за законосъобразността на строителството от неговия начален момент – проектирането на един строеж, преминава през самото строителство и приключва с дейността по разрешаване ползването на вече завършения и годен за експлоатация обект.
Упражнява контрол върху законосъобразността на разрешеното и извършваното строителство, въвеждането в експлоатация на строежите и законосъобразността на въведените в експлоатация строежи, контрол при прилагане на нормативните актове по проектиране и строителство, съответствието на строежите с предвижданията на подробния устройствен план, строителните правила и нормативи и съществените изисквания към строежите.
ДНСК е администрацията, която подпомага МРРБ при съставянето и поддържането на публични регистри за издадените и отнетите лицензии на лицата, упражняващи дейността консултант.

## Наименования
- от 1963 г. – Главна инспекция за държавен технически контрол по строителството (ГИДТК)
- от 1991 г. – Държавна инспекция за строителен надзор (ДИСН), преобразувана с Постановление на Министерския съвет № 134 от 10 юли 1991 г.
- от 1 януари 1992 г. – Държавна инспекция за териториалноустройствен и строителен контрол (ДИТСК)
- от 1 октомври 1998 г. – Дирекция за национален строителен контрол (ДНСК), преобразувана с ПМС № 221 от 1998 г. („Държавен вестник“, бр. 116/1998)

## Началници
- инж. Иван Цацов – от 1998 до 2001 г.
- инж. Недко Младенов – от 2001 до 2004 г.
- инж. Иван Симидчиев – от 2004 до 2010 г.
- инж. Милка Гечева – от 2010 г. до 2013 г.
- арх. Николай Христов – от 2013 г. до 2014 г.
- инж. Милка Гечева – от 2014 г.